# Rathaus (Luzern)

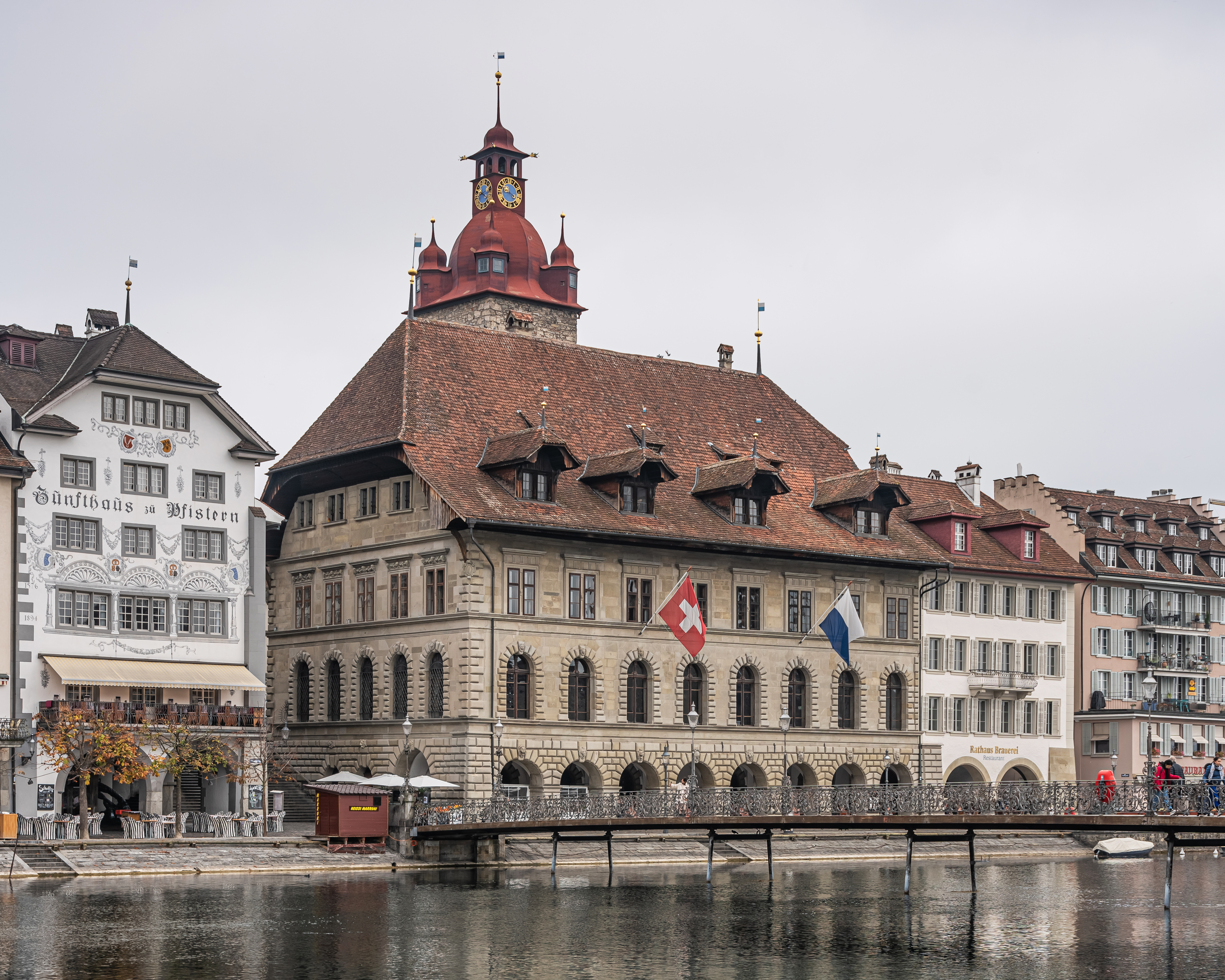
Rathaus Luzern, im Vordergrund die Reuss

Blick auf das Rathausquai und die Kapellbrücke mit Wasserturm, um 1910

Das Rathaus Luzern steht in der Altstadt der Schweizer Stadt Luzern. Es befindet sich am Kornmarkt und grenzt an den Rathausquai (Unter der Egg) an der Reuss. Es ist auf der Liste der Kulturgüter von nationaler Bedeutung im Kanton Luzern aufgeführt.

## Geschichte und Gebäude
Das Gebäude wurde zwischen 1602 und 1606 vom Architekten Anton Isenmann im Stil der italienischen Renaissance erbaut. Er hatte dabei Unterstützung von Gehilfen aus Oberitalien. Diese Zusammenarbeit könnte erklären, wieso die Gebäudefront an einen mailändischen Palazzo, die Dachform jedoch an ein Luzerner Bauernhaus erinnert.
Bemerkenswert sind der Portraitsaal (wo unter anderem Ziviltrauungen abgehalten werden), der Rathausturm mit roter Turmlaterne und Turmuhr (er diente als Wacht- und Beobachtungsturm), die Rathaustreppe mit dem zur Reuss weisenden «Leist» italienischer Bauweise sowie die Arkaden und gepflasterten Durchgänge.
Im Rathaus befindet sich der Ausstellungsraum Kornschütte. Direkt daneben (zum Teil mit Türen verbunden) befindet sich das Am Rhyn-Haus. Die nach dem Rathaus benannte Brücke Rathaussteg führt über die Reuss auf die Südseite zum Luzerner Theater.

## Nutzung
Am 24. Juni 1606 wurde die erste Ratssitzung im Rathaus abgehalten. Bis 1798 tagte hier der Luzerner Grosse und der Kleine Rat.
Heute hält hier der Grosse Stadtrat seine Sitzungen ab.